# Château de Bauska
Le château de Bauska (en letton : Bauskas pils ; en allemand : Schloss Bauske) est un complexe composé des ruines d'un ancien château et d'un palais situé à la périphérie de la ville lettone de Bauska.
Il a d'abord été un fort de colline, puis la branche livonienne des chevaliers teutoniques a construit le château au XVe siècle. Le palais a été ajouté au XVIe siècle et sa restauration a commencé au XIXe siècle.

## Histoire

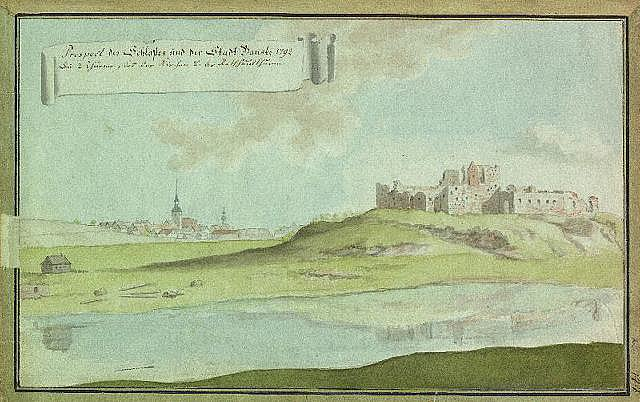
Les ruines du château en 1792.

Le château se dresse sur l'étroite péninsule où confluent des rivières Mūša et Mēmele où elles forment la rivière Lielupe. Dans les temps anciens, la colline était le site d'une forteresse semigallienne Les premiers bâtiments en pierre ont été établis entre 1443 et 1450 par la branche livonienne des chevaliers teutoniques, et la construction s'est poursuivie jusqu'à la fin du XVIe siècle. En 1445, l'ordre Teutonique a fait venir près de 3 000 Votes depuis l'Ingrie (qu'ils appellent Krieviņi dérivé de Krievs, c'est-à-dire russe) pour assurer la construction du château. L'ancienne partie du château comportait une grande tour de guet, des murs de 3,5 mètres d'épaisseur, une prison sous la tour, une garnison et un pont-levis aux portes.[réf. nécessaire]
La construction a commencé sous le règne du maître de l'ordre de Livonie, Heidenreich Vinke von Overberg (1439 - 1450). Le château était destiné à renforcer le pouvoir de l'Ordre sur le Semigalie, à protéger la frontière avec le grand-duché de Lituanie et à contrôler la route commerciale de la Lituanie jusqu'à Riga. Le château était à la fois le bastion militaire et le centre administratif de la région.
Dans un traité d'alliance en 1559, l'Ordre de Livonie passa la souveraineté de la ville et du château à la Pologne. L'archevêque de Riga Wilhelm von Brandenburg était en possession du château lorsque l'Ordre de Livonie s'est effondré en 1562, le château a ensuite été remis à Gotthard Kettler lorsqu'il est devenu le premier duc de Courlande, et il est devenu l'une des principales résidences ducales. En 1568, 1590 et 1601, les landtags du duché de Courlande et de Semigalie y ont eu lieu. Sous le règne du duc Frédéric Ier Kettler, une nouvelle aile a été ajoutée en 1590, avec un agrandissement supplémentaire en 1599, créant une résidence moderne avec deux tours rondes massives.
Pendant les guerres polono-lituaniennes contre la Suède, Gustave Adolphe s'empara du château le 17 septembre 1625, pillant les trésors "sauvegardés" de la noblesse environnante qui y étaient entreposés.
En 1706, pendant la grande guerre du Nord, le château et le palais ont été détruits par les Russes en retraite et n'ont pas été restaurés. Plus de 150 ans plus tard, en 1874, le prince Paul von Lieven acheta les ruines et commença leur restauration,.

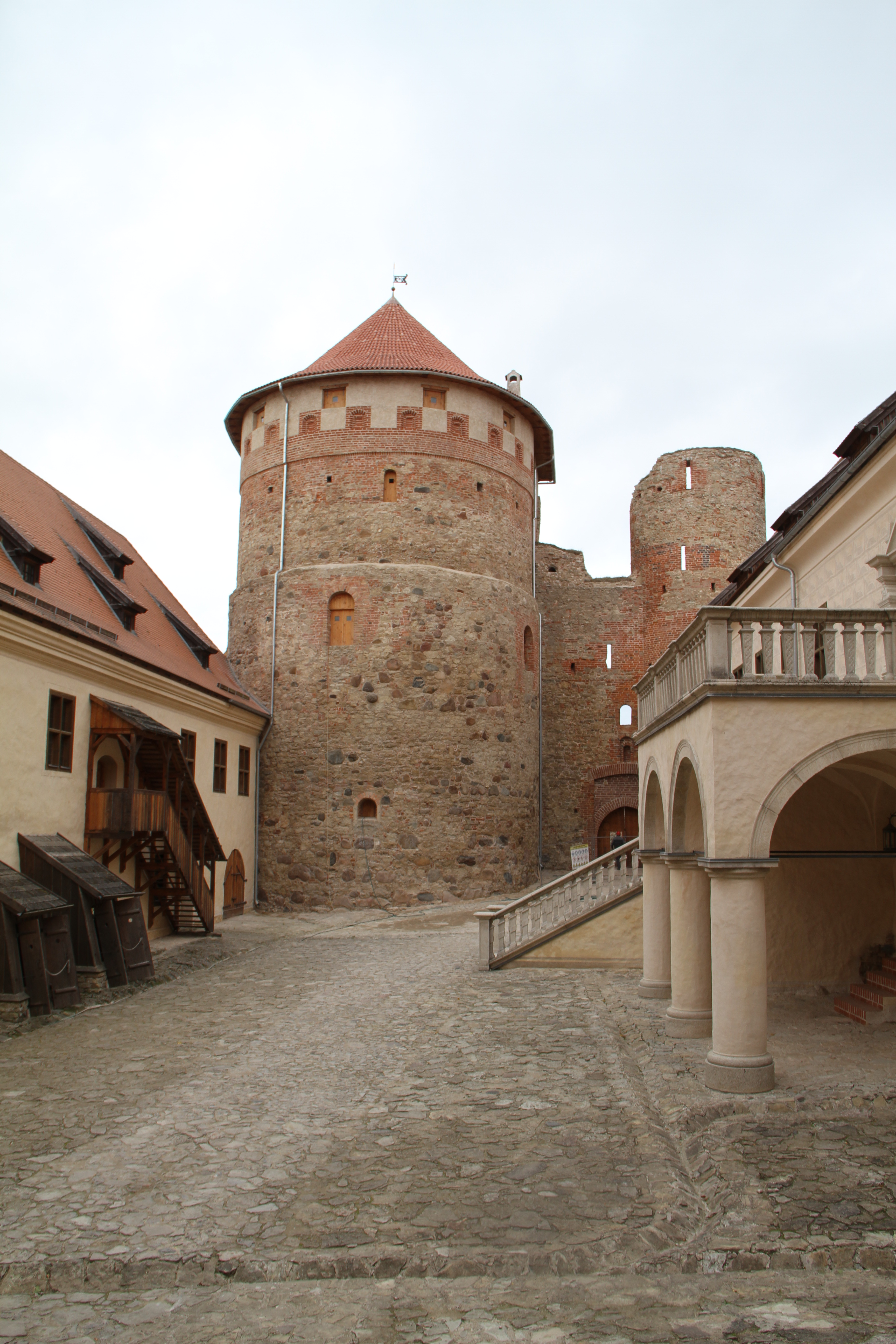
Cour du château en 2020.
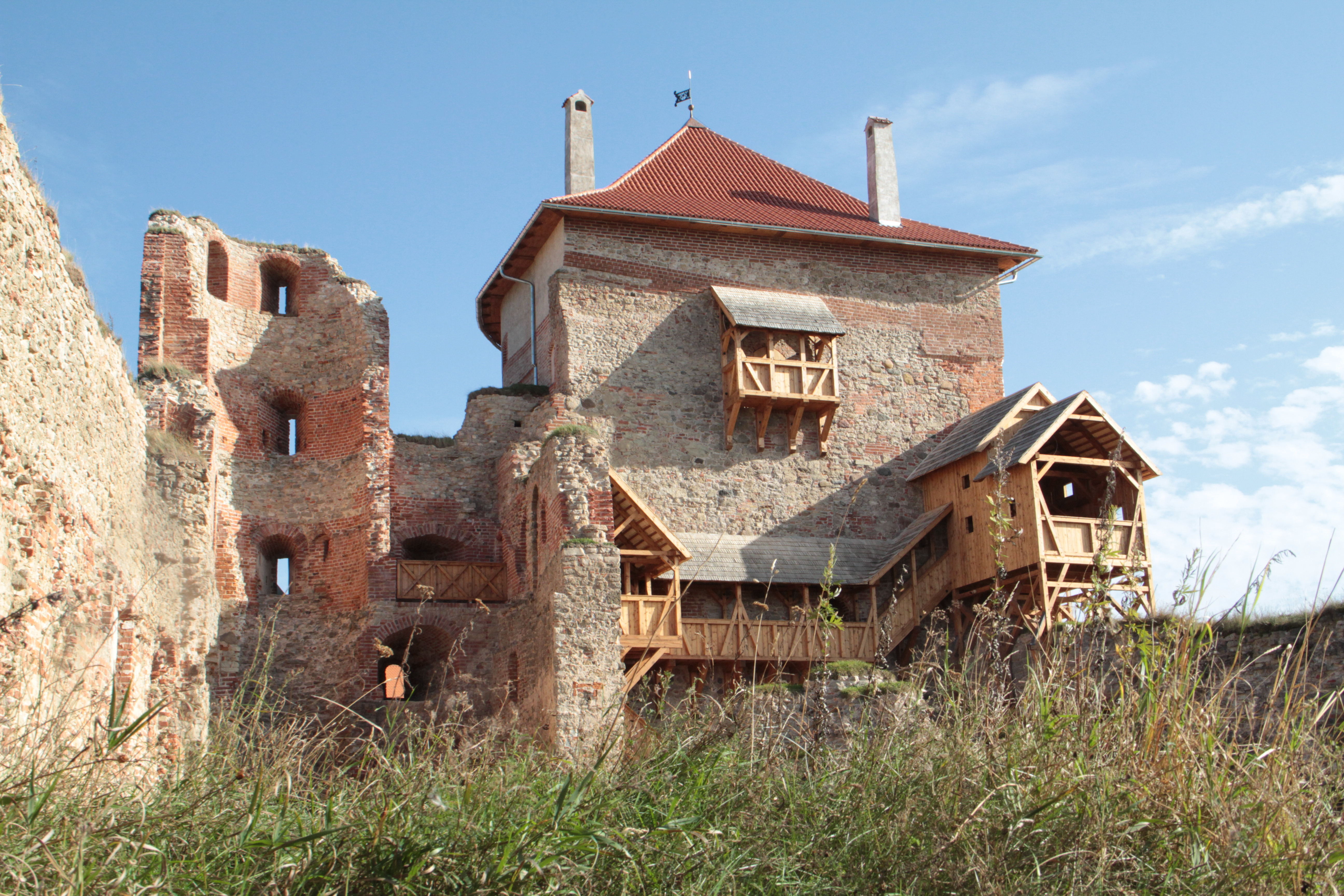
Cour intérieure de la moitié non restaurée du Château.

## Aujourd'hui
Il ne reste que des ruines du siège de l'ordre livonien. Le palais, cependant, est entièrement restauré et peut être visité tous les jours pendant les mois d'été. Les visiteurs peuvent explorer le château, visiter le musée, manger au café et escalader la tour de guet du donjon du château, qui offre une vue panoramique sur la ville et la campagne environnantes,.